# Don't Make Me Wait (Sting e Shaggy)
Don't Make Me Wait è un singolo collaborativo del cantante britannico Sting e del cantante giamaicano naturalizzato statunitense Shaggy, pubblicato il 25 gennaio 2018 come primo estratto dall'album 44/876.

## Classifica
Il brano ha raggiunto la posizione #99 nella classifica ufficiale italiana dei singoli FIMI.

## Tracce
- Download digitale

1. Don't Make Me Wait – 3:33

## Video musicale
Il videoclip della canzone è stato diretto dal regista statunitense Gil Green e girato in Giamaica.

## Esibizioni
Sting e Shaggy si sono esibiti insieme con il brano come ospiti del Festival di Sanremo 2018, in particolare della seconda serata, il 7 febbraio 2018.